# César Perdiguero
César Fermín Perdiguero (Ciudad de Salta, 7 de mayo de 1921 - ídem, 22 de diciembre de 1984) fue un poeta, cantante, letrista y periodista argentino, uno de los referentes de la música folklórica de su país.

## Biografía
César Perdiguero nació el 7 de mayo de 1921, en la ciudad de Salta, capital de la provincia en el noroeste argentino.
Desde joven comenzó a incursionar en la música folklórica de su región, en compañía del músico Eduardo Falú, formando con éste un dúo que comenzó a ganar fama en los años cuarenta. Autor con Falú de Tabacalera y La niña, con Manuel J. Castilla y Gustavo Leguizamón de Zamba de Anta, con Daniel Toro de Esta noche canta Salta, con Fernando Portal de Estoy de vuelta y de Guitarreando con César Isella, entre casi 30 temas registrados.
Estuvo profundamente vinculado al folklore argentino, habiendo sido organizador y animador de importantes encuentros artísticos en su provincia natal y en Córdoba.
Aficionado a la historia según sus propias palabras, fue miembro del Instituto de Estudios Históricos San Felipe y Santiago. Escribió los libros “Calixto Gauna”, “Cosas de la Salta de antes” y “Antología del cerro San Bernardo”. Trabajó como jefe de redacción en el periódico El Tribuno de su ciudad natal, donde firmaba con el seudónimo "Cochero Joven", llegando a desempeñarse como jefe de redacción. También incursionó en la política, habiendo sido elegido diputado provincial.
Perdiguero falleció en Salta el 22 de diciembre de 1984 a la edad de 63 años.
La Escuela Nº4046 de la ciudad de Salta lleva su nombre, como así también varias calles en San Lorenzo, Campo Quijano, Rosario de Lerma y Cosquín, entre otras localidades.

## Obras
Entre sus obras se encuentran:
Canciones:
- La Niña (con E. Falú)
- India Madre (con E. Falú)
- Canción de cuna y cosecha (con E. Falú)
- Tabacalera (con E. Falú)
- La Trova de la Macacha (con M. J. Castilla y G. Leguizamón)
- Fiesta de guardar (con M. J. Castilla y G. Leguizamón)
- Zamba de Anta (con D. Toro)
- Esta noche canta Salta (con D. Toro)
- Estoy de vuelta (con F. Portal)
- Chaya de la Soledad
- Guitarreando (con C. Isella)

Libros:
- Calixto Gauna
- Cosas de la Salta de antes
- Antología del Cerro San Bernardo